# RAMDAC
| Sigles de 2 caractères   |
| Sigles de 3 caractères   |
| Sigles de 4 caractères   |
| Sigles de 5 caractères   |
| ► Sigles de 6 caractères |
| Sigles de 7 caractères   |
| Sigles de 8 caractères   |

Le RAMDAC (Random Access Memory Digital-to-Analog Converter) est un convertisseur numérique-analogique, c'est-à-dire un composant électronique chargé de convertir l'image numérique stockée dans la mémoire vidéo en signal analogique destiné au moniteur.

## Description
Le RAMDAC est doté d'une mémoire vive destinée à stocker des palettes de conversion qui seront utilisées si l'image affichée, ou le mode d'affichage, n'est pas en mode truecolor.
Le RAMDAC n'est utilisé que pour la génération de signaux analogiques (VGA, S-Vidéo, DVI-A ou DVI-I) car une conversion numérique-analogique est nécessaire.
Dans le cas d'une connectique DVI-D, la conversion n'est pas nécessaire, car ce sont des signaux numériques qui sont envoyés directement à la dalle LCD du moniteur (écran).
On retrouve généralement le RAMDAC sur les cartes graphiques dédiées.

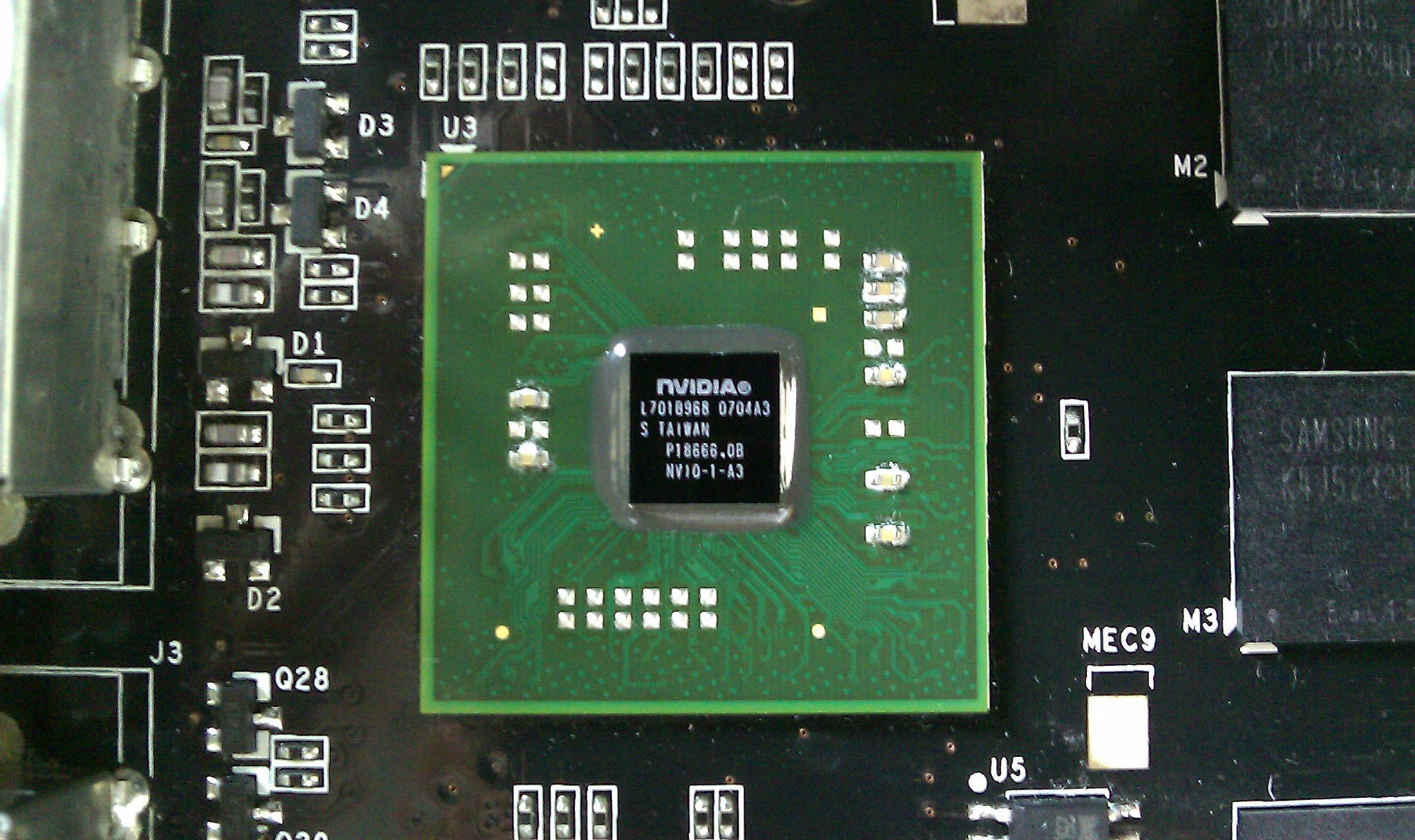
RAMDAC NVIDIA.